# Kerkepaden-Tichelroutes Markelo
Kerkepaden-Tichelroutes Markelo is een cultuurhistorische wandelroute rondom het Twentse plattelandsdorp Markelo van ongeveer 23 kilometer lang. Met de wandelroute Kerkepaden-Tichelroutes wordt verwezen naar de oude historie van de leemverwerkende industrie van Markelo, Markelo als bedevaartsoord en Markelo in de Tweede Wereldoorlog.

## Route

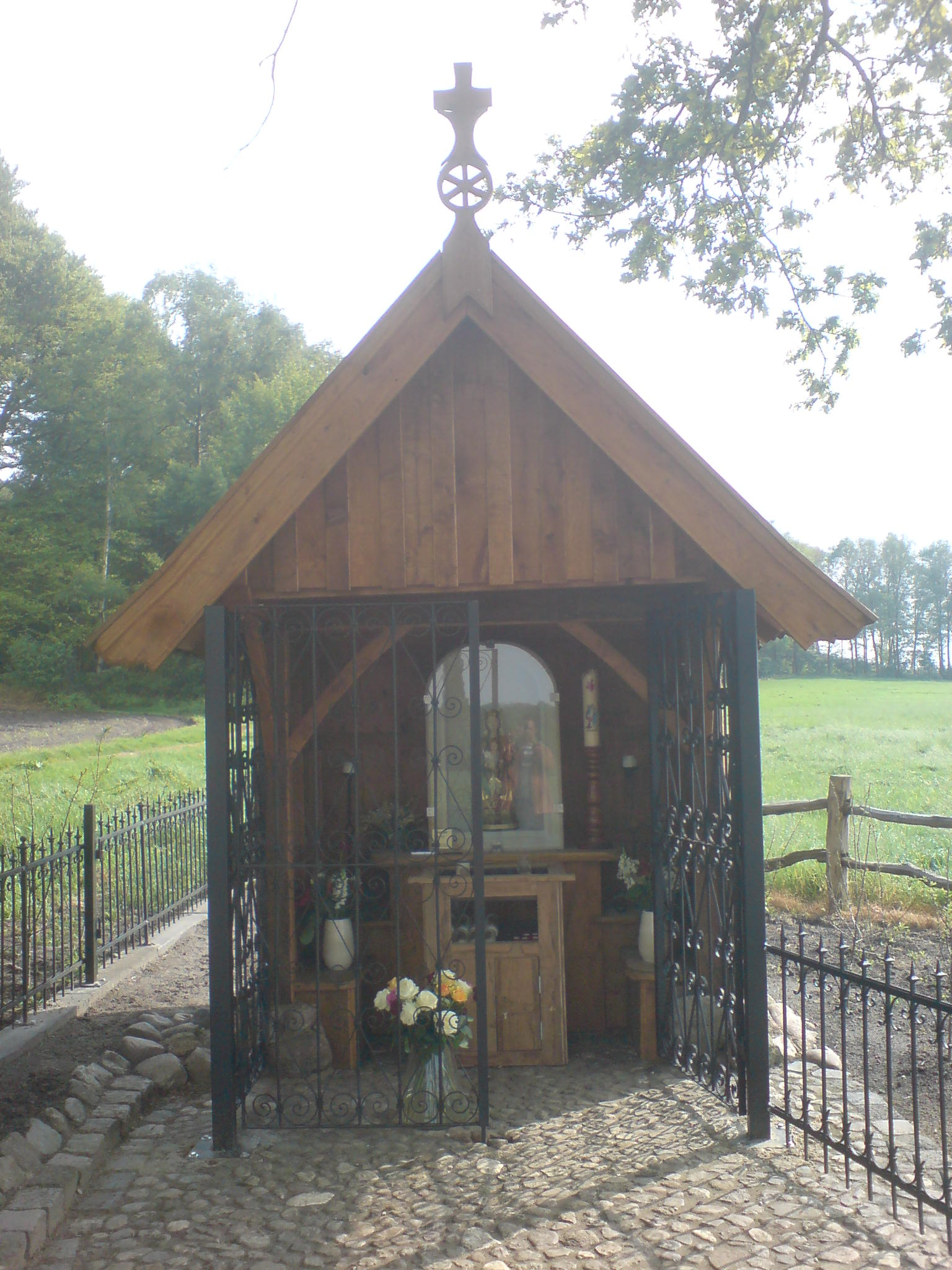
Kapel Onze Vrouwe ter Hulpe op de Hulpe nabij Markelo.

De route begint bij museumboerderij Eungs Schöppe in Markelo en loopt via de Markelose Berg en Dingspelerberg naar de Kattenberg. Vanaf daar gaat de route langs de vliegtuigmotor naar de Molen van Buursink en maakt en vervolgens naar de Mariakapel op De Hulpe. Vervolgens gaat men via de tichelwerken van de Goorseweg over de Herikerberg om uiteindelijk weer terug te keren bij de museumboerderij.
Een routeboekje met achtergrondinformatie over bezienswaardigheden is te vinden bij Markelo Tourist Info aan de Goorseweg in Markelo of via internet. De route is deels met eigen bewegwijzering aangegeven.